# Dead Again (film)
Dead Again is een Amerikaanse thriller/neo noir-film uit 1991. De Noord-Ierse regisseur Kenneth Branagh speelt zelf de mannelijke hoofdrol. De film werd genomineerd voor onder meer een Golden Globe, een BAFTA Award en de Gouden Beer. Dead Again is een kleurenfilm, maar de tijdlijn die zich in het verleden afspeelt wordt telkens in zwart-wit weergegeven (hoewel oorspronkelijk ook in kleur gefilmd).

## Verhaal
Mike Church (Branagh) is een privédetective bij wie op een dag aangeklopt wordt in verband met een zaak omtrent een vrouw (Emma Thompson) van wie niemand de naam weet en die niet lijkt te kunnen praten. Ze lijdt aan geheugenverlies en verbleef sinds kort in het klooster, maar is daar vanwege haar gegil 's nachts niet langer welkom. Zij droomt nacht in nacht uit dat ze de meer dan veertig jaar geleden vermoorde Margaret Strauss (ook Thompson) is, die met een schaar belaagd wordt door haar echtgenoot Roman Strauss (nogmaals Branagh). Deze is daar destijds voor ter dood veroordeeld, hoewel nooit onomstotelijk vast is komen te staan dat hij de dader was. Strauss heeft het daarentegen nooit ontkend, ook niet tegenover journalist Gray Baker (Andy García), die als laatste contact met hem had voor hij geëxecuteerd werd.
Hoewel Church niet direct veel ziet in de zaak, laat hij zijn vriend Pete Dugan (Wayne Knight) een oproep in de krant zetten, waarop mensen die de vrouw menen te herkennen kunnen reageren. Dugan raadt de vrijgezelle Church daarbij aan om ook vooral te proberen een amoureus contact met haar op te bouwen, aangezien deze al tijden alleen is en hij de vrouw een charmante verschijning vindt.
Terwijl Church en de vrouw - die hij zo lang Grace noemt - naar elkaar toe groeien, meldt de ene na de andere aantoonbare bedrieger zich aan als bekende van haar. Dan meldt op zeker moment Franklyn Madson (Derek Jacobi) zich, een antiekhandelaar die zich bezighoudt met hypnose. Hij blijkt precies te weten wat zich afspeelt in de dromen van Grace en beweert dat dit komt omdat de dromen niet fictief zijn, maar gebeurtenissen uit een vorig leven. Church is sceptisch, maar Madson toont documenten van een moordzaak uit het verleden over componist Roman Strauss, die veroordeeld werd voor de moord op zijn echtgenote. Doordat de details vrij exact overeenkomen met die uit Grace' dromen, raakt zij wel overtuigd en stemt erin toe een aantal hypnosesessies te ondergaan. Hierin keert ze terug naar het verleden van Margaret Strauss en wordt langzaam maar zeker duidelijk wat zich destijds precies heeft afgespeeld.

## Rolverdeling
| Acteur          | Personage        |
| --------------- | ---------------- |
| Robin Williams  | Dr. Dozy Carlyle |
| Hanna Schygulla | Inga             |
| Lois Hall       | Zuster Constance |
| Richard Easton  | Pastoor Timothy  |
| Jo Anderson     | Zuster Madeleine |
| Obba Babatundé  | Syd              |
| Campbell Scott  | Doug             |

## Trivia
- Actrice Schygulla speelt de moeder van Madson, terwijl diens vertolker Jacobi in werkelijkheid vijf jaar ouder was dan zij.